# Laatantieke Kleine IJstijd

De Laatantieke Kleine IJstijd, aanwezig tussen het midden van de 6e en 7e eeuw en voorafgegaan door de Romeinse Warme Periode.

De Laatantieke Kleine IJstijd (Engels: Late Antique Little Ice Age (LALIA)) was een langdurige afkoelingsperiode op het noordelijk halfrond in de 6e en 7e eeuw na Christus, in de periode die bekendstaat als de Late Oudheid. De periode valt samen met drie grote vulkaanuitbarstingen in 535/536, 539/540 en 547. De vulkanische winter van 536 was het eerste verschijnsel van de wereldwijde temperatuurdaling die een eeuw lang zou duren. Eén onderzoek suggereerde een wereldwijde afkoeling van 2°C (3,6°F).

## Uitbarstingen
Het bestaan van een afkoelingsperiode werd in 2015 als theorie voorgesteld en later bevestigd als de periode van 536 tot ongeveer 660 na Christus. Er wordt gedacht dat vulkaanuitbarstingen, meteorieten die op het aardoppervlak inslaan en komeetfragmenten die in de bovenste atmosfeer exploderen, de oorzaak zijn van de klimaatafkoeling in 536 en daarna. Een probleem is dat er geen enkele inslagkrater van een meteoriet is gevonden, terwijl het landoppervlak en de zeebodem wel goed zijn onderzocht op bewijs. Een komeetfragment van een halve kilometer groot dat in de atmosfeer explodeert, zou een pluim van puin op aarde kunnen veroorzaken en de omstandigheden voor afkoeling van de atmosfeer kunnen creëren. Het meeste bewijsmateriaal wijst er echter op dat er in 536, 540 en mogelijk 547 vulkaanuitbarstingen hebben plaatsgevonden, hoewel de locatie van de vulkaan of vulkanen nog niet is vastgesteld. Er zijn locaties voorgesteld zoals Tavurvur in Papoea-Nieuw-Guinea, Ilopango in El Salvador en Krakatau in Indonesië.
Onderzoeken in 2018 analyseerden ijskernen uit gletsjers in Zwitserland en koppelden glasdeeltjes in de kernen aan vulkanisch gesteente uit IJsland, wat het eiland een waarschijnlijke kandidaat maakt voor de bron van de uitbarsting van 536, hoewel Noord-Amerika ook een mogelijke locatie is. Er zijn aanwijzingen dat Ilopango in El Salvador de bron was van de uitbarsting van 539/540. Onderzoeken van bipolaire ijskernen gaven aan dat deze uitbarsting in de tropen plaatsvond, en onderzoek naar jaarringen in de buurt van Ilopango leverde bewijs op van een uitbarsting die mogelijk in 540 plaatsvond. Een recenter onderzoek, waarbij ander bewijsmateriaal werd onderzocht, dateerde de uitbarsting van Ilopango echter in het jaar 431, dus de kwestie blijft onopgelost. De uitbarsting, ongeacht de locatie, bracht meer aerosolen in de atmosfeer dan de uitbarsting van de Mount Tambora in 1815, die het Jaar Zonder Zomer veroorzaakte. Een andere uitbarsting, waarvan de locatie onbekend is, vond plaats in 547. Aanvullend bewijs komt uit een temperatuurreconstructie van de Euro-Med2k-werkgroep van het internationale PAGES-project (Past Global Changes), die gebruikmaakte van nieuwe jaarringmetingen uit het Altajgebergte, die nauw aansluiten bij de temperaturen in de Alpen in de afgelopen twee eeuwen.
De gevolgen van de vulkaanuitbarstingen waren het fenomeen dat bekendstaat als de vulkanische winter. Tijdens de vulkanische winter van 536 daalden de zomertemperaturen in Europa tot wel 2,5 graden Celsius (4,5 graden Fahrenheit) onder het normale niveau. ('Normaal' wordt door wetenschappers beschouwd als de gemiddelde temperaturen van de periode 1961-1990.) De aanhoudende impact van de vulkanische winter van 536 werd versterkt in 539-540, toen de tweede vulkaanuitbarsting ervoor zorgde dat de zomertemperaturen in Europa tot wel 2,7 graden Celsius (4,9 graden Fahrenheit) onder het normale daalden.
Hoewel de vulkaanuitbarstingen de bevriezing op gang brachten, denken onderzoekers dat de toegenomen ijsbedekking van de oceaan (een terugkoppeling van de effecten van de vulkanen), in combinatie met een 'uitzonderlijk' minimum aan zonneactiviteit in de jaren 600, de afkoeling heeft versterkt en verlengd.

## Regionale impact

### Midden-Oosten
Volgens onderzoek van een team van het Zwitserse Federale Onderzoeksinstituut in Birmensdorf heeft de daling van de temperaturen ertoe geleid dat het Arabische Schiereiland een dramatische toename van de vruchtbaarheid heeft ervaren. De toename van de voedselvoorziening droeg bij aan de Arabische expansie buiten het schiereiland tijdens de islamitische veroveringen. De afkoelingsperiode leidde ook tot een grotere druk op het Oost-Romeinse Rijk en het Sassanidische Rijk, wat de islamitische veroveringen van de Levant, Egypte en Perzië in de kaart speelde.
Volgens onderzoek van Israëlische wetenschappers begon in 540 de omvang van de bevolking van de stad Elusa in de Negev-woestijn en de hoeveelheid afval die zij produceerde, sterk te krimpen. Elusa huisvestte tijdens haar hoogtepunt tienduizenden mensen. De grootste neergang vond plaats rond het midden van de zesde eeuw, ongeveer een eeuw voor de islamitische verovering. Een mogelijke verklaring voor de crisis was de Kleine IJstijd uit de Late Oudheid.

### Middellandse Zeegebied
De afkoelingsperiode viel samen met de pest van Justinianus, die in 541 begon. Het verband tussen de pest en de vulkanen is echter nog steeds onduidelijk. De afkoelingsperiode droeg bij aan de migraties van de Longobarden en de Slaven naar het Romeinse grondgebied in Italië en de Balkan.